# Аш-Шуара
Аш-Шу’ара́ (араб. الشعراء — Поэты) — двадцать шестая сура Корана. Сура мекканская.  Состоит из 227 аятов.

## Содержание
В начале суры говорится о непреходящем значении Корана, в ней также содержится угроза Аллаха неверным. В суре рассказывается о встрече Мусы и Харуна с Фараоном, который отрицал их послание. Затем Аллах Всевышний приводит историю Ибрахима, праотца пророков, Нуха и его народа, а также историю Худа и адитов и притчу о пророке Салихе и самудянах. В суре разъясняется призыв Лута, и приводится история Шуайба и обитателей аль-Айки (мадйаниты).
Сура заканчивается отрицанием того, что пророк Мухаммад — поэт, а Коран — поэтическое творение.

Та. Син. Мим. ۝ Это – аяты ясного Писания. ۝ Ты можешь погубить себя от скорби от того, что они не становятся верующими. ۝ Если Мы пожелаем, то ниспошлём им с неба знамение, перед которым покорно склонятся их шеи. ۝ Какое бы новое напоминание не приходило к ним от Милостивого, они отворачивались от него. ۝ Они сочли это ложью, и к ним придут вести о том, над чем они издевались. ۝ Неужели они не видят, сколько Мы взрастили на земле благородных видов растений? ۝ Воистину, в этом – знамение, но большинство их не стали верующими. ۝ Воистину, твой Господь – Могущественный, Милосердный.
— Коран 26:1—9 (Кулиев)